# Collinsia corymbosa
Collinsia corymbosa är en grobladsväxtart som beskrevs av Ferdinand Gottfried Theobald Maximilian von Herder. Collinsia corymbosa ingår i släktet collinsior, och familjen grobladsväxter. Inga underarter finns listade i Catalogue of Life.